# Хиршегг
Хиршегг (нем. Hirschegg) — община в Австрии, в федеральной земле Штирия. 
Входит в состав округа Фойтсберг.  Население составляет 714 человек (на 31 декабря 2005 года). Занимает площадь 59,83 км². Официальный код  —  616 07.

## Политическая ситуация
Бургомистр общины — Готтфрид Преслер (АНП) по результатам выборов 2010 года.
Совет представителей коммуны (нем. Gemeinderat) состоит из 9 мест.
Распределение мест:
- АНП занимает 7 мест;
- СДПА занимает 2 места.

## Внешние ссылки
- Официальная страница  (нем.)